# (202806) Sierrastars
(202806) Sierrastars est un astéroïde de la ceinture principale.

## Description
(202806) Sierrastars est un astéroïde de la ceinture principale. Il fut découvert le 23 septembre 2008 à l'observatoire Sierra Stars par Fabrizio Tozzi. Il présente une orbite caractérisée par un demi-grand axe de 2,23 UA, une excentricité de 0,23 et une inclinaison de 4,7° par rapport à l'écliptique.

## Compléments